# مدرسه بیسمارک (هانوفر)
مدرسه بیسمارک (به آلمانی: Bismarckschule) یک مدرسه جیمنیزیوم در شهر هانوفر آلمان است. نام مدرسه به افتخار دولت‌مرد آلمانی و بنیانگذار امپراتوری آلمان اتو فون بیسمارک نام‌گذاری شده است. این مدرسه در نزدیکی دریاچه ماش  می‌باشد.